# Fibroza
Fibroza (Fibrosis; iz latinskog fiber, “vlakno”) je medicinski termin koji se odnosi na stvaranje viška vezivnog tkiva u reaktivnom ili reparacijskom procesu. Termin je široka značenja u području medicine, posebice patologije.
Fibroza može biti reaktivna, benigna ili patološka. Kao reakcija na ozljede stvaranjem vezivnog tkiva se pospješuje zarastanje rane. No, za razliku od regenerativnih procesa cijeljenja rane, reparacijski procesi poput fibroze ostavljaju ožiljke, te produljuju tijek zarastanja rane. U svojoj osnovi, fibroza je pretjerana reakcija u cijeljenju rane koji može dekompenzirati normalnu funkciju zahvaćenih tkiva ili organa. Rezultat je fiziološke, tj. normalne i očekivane, obrane organizma, koji u mnogim slučajevima biva neželjen.
Fibroza se može javiti bilo gdje na tijelu gdje se odvija reparacijski proces cijeljenja rane.